# Louis de Caix d'Hervelois
Pour les articles homonymes, voir Caix (homonymie).
Louis d'Hervelois de Caix (de son vrai nom, mais publiant sous celui de Louis de Caix d’Hervelois), né à Ainval, dans l'actuel département de la Somme en 1677 et mort à Paris le 17 octobre 1759, est un des derniers grands compositeurs de l’école française de viole. Élève probable de Marin Marais, contemporain de Roland Marais, de Jacques Morel ou de Charles Dollé, il a beaucoup publié pour la viole de gambe, dont la faveur à cette époque déclinait à l’avantage de celle du violoncelle.

## Biographie

### Jeunesse et formation
Il est le fils, semble-t-il unique, du tisserand et charpentier Louis d’Hervelois [Dervilloix] et de Marie de Caix, mariés en 1677 à Ainval. Son grand-père Florimond était charpentier et tisserand, tandis que sa famille et sa belle-famille comptent beaucoup de laboureurs et de manouvriers, parfois un greffier ou un cabaretier. La date de décès de ses parents est inconnue mais ils étaient déjà morts en 1714, année du mariage du musicien. Son ascendance est donc modeste, et son patronyme assez fréquent dans ce terroir. Sa mère vient, quant à elle, d’une famille qui avait possédé une seigneurie et eu des heures de gloire jusqu’au XVIe siècle mais qui était retombée en roture au XVIIe siècle. Elle était également très établie dans les environs d’Ainval.
Louis d’Hervelois avait un oncle Louis de Caix, à qui la famille de Caix fit le 11 septembre 1678 une donation pour lui constituer une rente sacerdotale, lui permettre de continuer ses études au séminaire d’Amiens et parvenir à la prêtrise. Ordonné prêtre cette même année, il est reçu chapelain ordinaire de la Sainte-Chapelle du Palais en 1684, jusqu’en 1715. Il quittera ensuite Paris pour Lyon et semble être revenu à Paris avant 1730. Cet oncle resta toute sa vie en contact avec Louis d’Hervelois.
Sur la formation musicale de Louis d’Hervelois, rien n’apparaît tant qu’il vit en Picardie, aucune trace de lui à la maîtrise de la cathédrale d’Amiens. Il réapparaît à Paris, le 3 août 1697, lorsqu’une délibération capitulaire de la Sainte-Chapelle du 3 août 1697 rapporte que le chapitre a accordé à Louis de Caix chapelain ordinaire l’usage d’une chambre pour que son neveu puisse s’y exercer à la viole. Louis d’Hervelois était donc à Paris à cette date. Était-il déjà orphelin ? En tout cas c’est son oncle Louis de Caix qui veille sur lui à Paris. Sa viole appartenait à François Chaperon [Chapperon], maître de musique de la Sainte-Chapelle, qui la légua l’année suivante à son domestique avec quelques autres instruments. En juin 1738, un mémoire paru dans le Mercure de France prétend qu’Hervelois fut un élève de l’illustre Marais, de même que François Joseph de Caix (un cousin de Louis), Hilaire Verloge dit Alarius et Forqueray (probablement le père). De tout cela, on peut supposer qu’après avoir été dégrossi par Chaperon, Louis a probablement été confié par lui à Marais, Chaperon ayant été aussi en 1667-1672 le maître de musique de Marais.

### Métier, famille et patrimoine

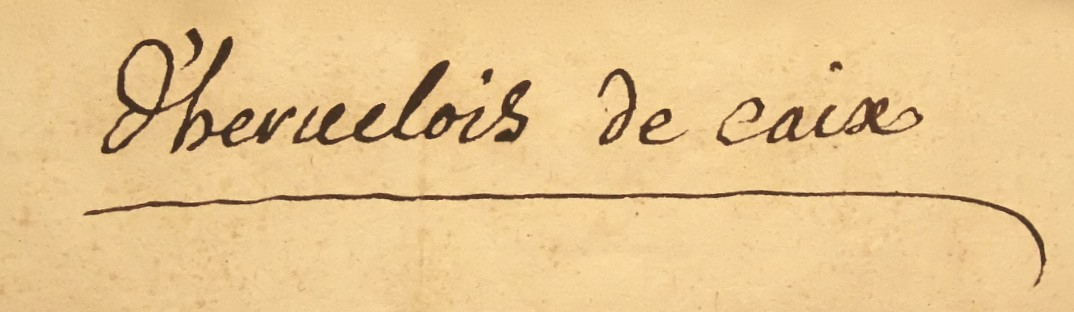
Signature de Louis d'Hervelois de Caix sur son testament olographe du 18 octobre 1759 (Paris AN : MC/ET/CXII/574A, notaire Jean-François Jourdain).

Dix ans passent encore avant qu’on retrouve des traces de Louis d’Hervelois, installé à paris comme maître de viole. Il continuera d’enseigner cet instrument jusqu’à sa mort, publiant des livres de viole ou de flûte traversière de temps en temps, entre 1708 environ et 1753. Il occupe à Paris plusieurs adresses, qui sont révélées par ses éditions ou des documents d’archive :
- 1709, cloître et paroisse Saint-Jacques de la Boucherie
- 1708–1711 : rue et paroisse Saint-Sauveur
- 1714, rue Michel Le Comte, paroisse Saint-Nicolas des Champs
- 1715, rue de la Sourdière, paroisse Saint-Roch
- 1716–1724, rue des Prouvaires [Prouvelles], paroisse Saint-Eustache
- 1724, rue Royale, paroisse Saint-Paul
- En 1726–1730, rue de l’Arbre sec, paroisse Saint-Germain l’Auxerrois
- En 1731–1759, rue du Jour, paroisse Saint-Eustache

Il se marie le 7 février 1714 avec Théodore Angélique de Pressigny, veuve de François Anglard maître chirurgien et bourgeois de Montluçon. Parmi les témoins de la mariée figurent son père Timoléon d'Amorezan de Pressigny et sa famille, et pour le marié son oncle Louis de Caix déjà cité, chapelain de la Sainte chapelle, Pierre Gouïn de La Lande et Jean-Féry Rebel, tous deux des Vingt-quatre violons du roi. Le mariage est fait en communauté de biens, la mariée apportant 10 000 lt pour la communauté, et 20 000 lt qui restent à son nom et que l'époux est chargé de placer ; l’apport de Louis à la communauté est faible et non mentionné. En raison de difficultés provenant d’investissements malheureux, probablement aggravées par la crise financière de Law, une sentence de séparation de biens intervint le 14 juin 1715. Théodore Angélique meurt le 9 mai 1730, après la naissance de sa fille Angélique Théodore.
Louis et Théodore Angélique ont eu cinq enfants :
- Timoléon Louis, né infirme à la mi-décembre 1714, placé sous tutelle le 14 octobre 1746 et placé dans une pension religieuse peu après, revenu à Paris à la mort de son père et mort à Paris le 1er janvier 1792,
- Angélique, née avant 1721, mariée le 29 juillet 1744 avec Jacques Vermonet (1713 –1784), fourrier de l'Artillerie de France et détenteur d’un office de juré aulneur et visiteur de toile à Paris. Elle meurt en couches peu après avoir mis au monde Angélique Marie (16 juin 1747 – 29 mars 1835), d'où est issue la seule descendance vivante de Louis d’Hervelois. Angélique jouait de la basse de viole et fut - probablement - une élève de son père.
- Jean Charles, né entre octobre 1721 et octobre 1722, qui ne donna pas satisfaction à son père. Celui-ci le fit d’abord emprisonner à la prison Saint-Lazare en 1740 puis l’envoya dans l’armée des Indes. Là, après avoir monté en grade, contribué à quelques succès militaires relatés par la presse et reçu l’Ordre royal et militaire de Saint-Louis, il tombe dans une embuscade près du fort de Ganjam, est fait prisonnier et meurt le 22 mars 1762.
- Jacques Pierre, mort jeune (vivant en 1723 et mort avant juillet 1744).
- Angélique Théodore, née le 26 avril 1730 et filleule de Louis de Caix. Le 10 août 1749, son père la nomme exécutrice testamentaire et légataire universelle et avec mission de défendre les intérêts de ses frères et sœurs ; elle reçoit pour cela les maisons de la rue Traversière et de la rue du Jour pour une valeur évaluée à 60 000 lt. Mariée le 20 janvier 1760 avec Gilles Boucher de La Richarderie (1713-1827), avocat au Parlement de Paris et homme de lettres, elle s’attachera à bien gérer son patrimoine et n’a pas eu d’enfants vivants. Elle meurt encore jeune, le 22 octobre 1771 et son mari se remariera en 1772 avec Geneviève Jeanne Dauvergne.

Tout au long de sa vie, Louis d'Hervelois a constitué un patrimoine immobilier, qu’il a pour partie revendu et pour partie transmis à sa famille. En résumant :
- Une maison sise rue Royale, achetée en mai 1714, financée avec la dot de Théodore Angélique et insaisissable, saisie en 1715 mais rendue en 1716. Elle est transmise à sa fille Angélique Théodore et son mari qui la vendent en février 1770.
- Une maison sise rue de la Sourdière, également acquise en 1714 avec la dot de sa femme mais qui devra être vendue en 1716 pour renflouer son propriétaire.
- Une maison sise rue de Montreuil, acquise en 1719 et revendue en 1755.
- Le domaine et château de Montguichet, sur les paroisses de Gagny [Gaigny] et Montfermeil, acquis en mai 1726 de Jean Baptiste Lemercier de La Sal, financier, fermier général et élève de Louis. Probablement trop coûteux, le domaine est revendu en juillet 1729 (avec les quinze rentes qui lui sont attachées...) à Jean-Baptiste Silva, docteur en médecine de la faculté de Paris.

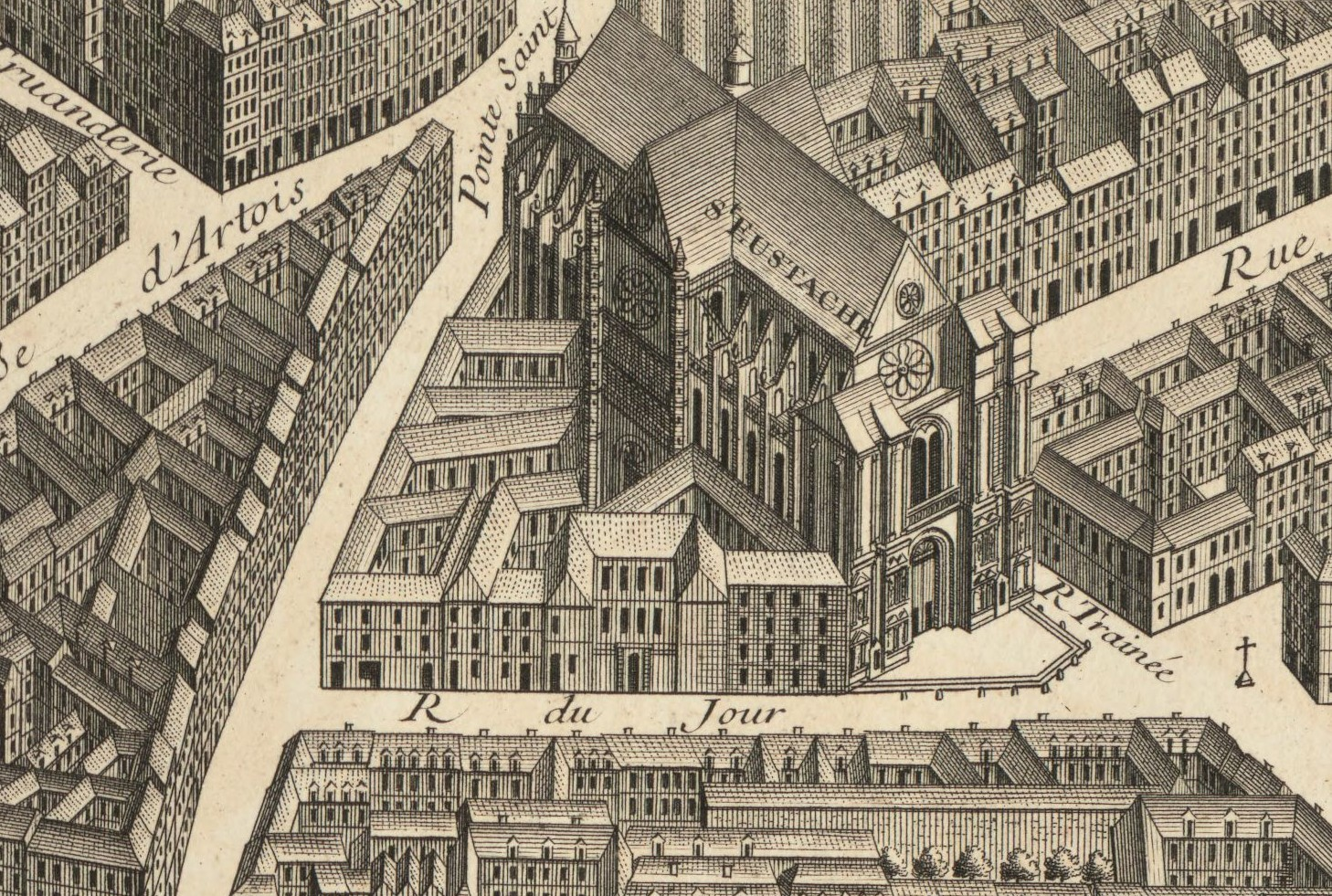
Vue du quartier Saint-Eustache, avec la rue du Jour (Plan de Turgot).

- Une maison de la rue du Jour[d], paroisse Saint-Eustache, achetée en juillet 1730, habitée par Louis jusqu’à sa mort et donnée en 1758 à sa fille Angélique avec réserve d’usufruit. Après la mort d’Angélique la maison passe à son mari puis aux héritiers Vermonet, qui la vendent en 1828.
- Une maison acquise en février 1737 rue Simon Lefranc, à laquelle Louis adjoint ensuite trois maisons adjacentes sises dans la même rue et rue Beaubourg. Après des travaux importants, elles seront revendues pour partie en 1770, pour partie en 1821.
- Une maison dans la rue Traversière, enfin, achetée en janvier 1739, donnée en 1758 sous réserve d’usufruit à sa fille Angélique, qui passe ensuite à son mari et aux héritiers Vermonet, qui la vendent en août 1828.

Patrimoine important, donc, qui dans les années 1740 et au début des années 1750 devait rapporter environ 10 000 lt de loyers par an à la famille. Le financement de ce patrimoine avait, outre les 20 000 lt apportés par sa femme, été rendu possible par un nombre considérable d’emprunts (rentes) et un endettement lourd (porté jusqu’à 135 à 140 000 lt vers 1715...). Après quelques reventes, après avoir réemprunté pour pouvoir solder des emprunts, Louis retrouve dans la seconde moitié des années 1740 une situation assainie.

### Décès, testament et inventaire
Louis d’Hervelois de Caix meurt le 17 octobre 1759 et est enterré à l'église Saint-Eustache de Paris. Son décès est annoncé par les Annonces, affiches et avis divers. Son testament, rédigé dès le 10 août 1749, faisait sa fille Angélique Théodore sa légataire universelle et son exécutrice testamentaire. Son inventaire après décès est dressé du 12 novembre au 5 décembre 1759 ; il révèle notamment :
- 31 basses de viole, 5 pardessus de viole et 4 dessus de viole avec 22 archets,
- 410 exemplaires de ses divers livres pour la viole ou la flûte traversière[e].
- 42 exemplaires des œuvres de Joseph Bodin de Boismortier, Jean-Baptiste Cupis de Camargo et Louis-Antoine Travenol.
- des reçus des marchands de musique Marc Bayard et Louis-Balthazar de La Chevardière pour dépôt de 25 et 23 de ses livres de musique respectivement.
- de très nombreux actes relatifs à l’achat, la vente, les loyers, les taxes et les réparations de ses maisons.
- les rentes viagères qu’il avait passées sur la tête de ses enfants.
- des reconnaissances de dette.
- des quittances de pension de Timoléon Louis,
- des quittances de capitation,
- des contrats de constitution ou des quittances de rentes,

Peu après l’inventaire, les violes et les livres de musique sont vendus, vente annoncée dans les Annonces, affiches et avis divers.
Ce n’est qu’en 1766 que la succession de Louis peut être réglée, en même temps que celles de sa femme Théodore Angélique († 1730) et de son fils Jean Charles († 1762), règlement retardé par l’incertitude sur le sort de son fils en Inde et les démarches pour récupérer une dette de 79 200 lt contractée par le marquis de Bussy envers ledit fils.

## Élèves et dédicataires

### Personnes identifiées
Les archives ont révélé les noms de plusieurs des élèves du violiste. En y ajoutant les noms des dédicataires de ses livres, on peut retracer le milieu dans lequel il a trouvé sa clientèle : des bourgeois et des nobles amateurs de cet instrument.
Michel Ferrand est révélé en 1709 dans une reconnaissance de dettes envers le musicien. Il s’agit probablement du chevalier de l’Ordre royal et militaire de Saint-Louis, seigneur de Vernay, ancien capitaine aux Gardes françaises, époux d’Anne Marguerite Julie de Violaine, qui teste en 1738 et meurt la même année.
Louis Vatry, avocat au parlement et notaire au Châtelet de Paris, fut probablement un de ses élèves, à croire la pièce intitulée La Vatry du VIIe livre de viole de 1753. Son inventaire après décès révèle « une violle garnie en yvoire et ebenne faite par Louvet dans sa boëte de cuir noir » et « un pardessus de violle dans sa boëte de bois noircy ».
Henri de Briqueville, est très probablement l’auteur d’un ouvrage qui est resté anonyme jusqu’ici : Premier livre de pièces pour la viole contenant quatre suites, Avec la Basse chifrée en partition. Par Mr de B**. Paris : Vve Boivin, Le Clerc, [1734]. RISM IN 20, Devriès 1976 p. 139. La préface, adressée à l’abbé Auvé, mentionne clairement que l’auteur a pris ses leçons chez Louis d’Hervelois.
Jean-Baptiste Lemercier de La Sal (1680 – 1756) fut d’abord avocat en Parlement, titulaire d'un office de banquier-expéditionnaire en cour de Rome puis fermier général. Spéculateur et financier avisé, il amasse une fortune considérable, mène un train de vie luxueux et pratique la viole en amateur. Probablement élève de Marais d’abord, et de d’Hervelois ensuite, il possède à sa mort six basses de violes et trois violons, tout ce qu’il faut pour des concerts domestiques. Il est dédicataire du IIIe livre de viole - une pièce du Second livre porte aussi son nom - et fut aussi un des créanciers du musicien dans la gestion de ses rentes. Sa sœur Suzanne était également amatrice de musique, possédant chez elle une belle quantité de musique et un clavecin. Catherine Le Mercier de La Sal, autre sœur, eut un fils François Lefebvre de Larye, également musicien amateur, dédicataire de la pièce homonyme du VIe livre de pardessus de viole de Louis d’Hervelois et sans doute aussi de Le Lefebvre du IVe livre de viole. On distingue donc ici un groupe familial dont les réunions musicales furent probablement animées par d’Hervelois.
Jean François Jourdain, n’est autre que le notaire de Louis d’Hervelois de Caix, chez qui il passe beaucoup de ses actes à partir de 1719. Beaucoup des prêteurs auxquels Louis s’adresse pour financer ses acquisitions immobilières sont des clients de Jourdain ; celui-ci apparaît aussi comme avoir été un homme de confiance du violiste. Comme son inventaire après décès montre deux violes, un clavecin et un pupitre, tandis que deux pièces des Troisième et Cinquième livres sont intitulées La Jourdain, de sorte qu’on peut vraisemblablement le compter parmi les élèves de d’Hervelois.
Jean-Louis Henri Orry de Fulvy (1703 – 1751) fut d’abord conseiller d'état, puis administrateur de la Compagnie des Indes en 1733, gouverneur général des Îles de France, intendant des Finances en 1737, fondateur en 1740 de la manufacture de porcelaine de Vincennes qui allait devenir célèbre après son transfert à Sèvres. Il est auteur de quelques chansons publiées en 1729 et dédicataire du Second livre de pièces pour la flûte traversière de 1731. Les scellés transcrits à son décès révèlent un document rare : un mémoire des leçons non payées et des fournitures que d’Hervelois qui avait prodiguées :
Mémoire des leçons de basse de viole et de pardessus de viole données par le Sr Loüis Dhervelois de Caix Me de musique demeurant rue du jour paroisse St Eustache tant a Me Fulvi que par ses ordres et des differents livres de musique à luy fourny. Sçavoir : – Pour 28 mois de Leçons de basse de viole et Pardessus depuis l'année 1738 jusqu'en 1743 à raison de 24 lt par mois... 672 lt, – fourny le 17. may 1738 mes deux premiers livres de musique pour la basse de viole reliés en bazanne 24 lt, – Le 20. juin suivant fourni mon 3e livre de musique non relié 5 lt, – En 1739 fourni mon quatre Livre de musique non relié 6 lt, – Plus en 1742 fourny mon Per Livre de flutte sans sa reliu[r]e à 3 lt 10 s... 10 lt 10 s – fourny les memes livres de flutte en 1749. a reconnu sans etre relies a 10 lt 10 s, avec fourni en differentes fois cinq boîtes de pilules de Beloste que jay fait venir de Mr de Caix de Versaille 30 lt – Sur quoy Mr Fulvy m'a payé trois louis reste 686 lt.
De plus, son inventaire après décès révèle une vieille basse de viole, deux violons et trois archets, un clavecin de Ruckers à double ravalement, quelques volumes de musique et encore deux basses de viole avec leurs archets. À Vincennes il disposait à côté de son cabinet de travail d’une basse de viole, d’un « viollon de chelles » (certainement un violoncelle, en italien violoncello) et de quarante livres ou partitions, et dans ses propriétés de campagne d’un clavecin fait par Bellot père et d’une vieille épinette. Qui plus est, Orry de Fulvy fut témoin au mariage d’Angélique d’Hervelois, en 1744.
Comme le précédent, Henri Anne René de Rousselé (1688-1767), marquis de Saché (1711 à 1742) relève d’un milieu social très aisé. Ayant réalisé sa fortune, il organisait dans son hôtel de la rue Cassette des concerts privés qui eurent une certaine notoriété, soutenus par plusieurs instruments qui étaient à demeure (clavecin de Ruckers, deux orgues, timbales) et par une belle bibliothèque de musique. Louis d’Hervelois lui offre la dédicace son 6e Œuvre de 1736, ainsi qu’une pièce intitulée La Saché dans son Troisième œuvre de 1731. Le marquis possédait aussi deux basses de viole, une musette, une flûte, six violoncelles ou basses de viole, deux violons et un pardessus de viole. Comme pour Lemercier, Rousselé fut un des créanciers de d’Hervelois : il lui a prêté 7 000 lt pour financer une des maisons de la rue Simon Lefranc.

Anne-Henriette de France à la basse de viole par Jean-Marc Nattier. Château de Versailles.

Dernière dédicataire et non des moindres, Anne-Henriette de France (1727-1752), fille aînée de Louis XV avec sa sœur jumelle Élisabeth, reçoit en 1748 la dédicace du Cinquième livre de viole. Joueuse de basse de viole, elle avait été élève de François Joseph de Caix puis dédicataire en 1747 des pièces de viole d’Antoine Forqueray éditées par son fils Jean-Baptiste Antoine Forqueray. La dédicace de Louis est transparente : il sait qu’Anne-Henriette a joué et apprécié ses pièces de viole, et souhaite lui faire l’honneur de son dernier livre. Il n’y a là ni offre de service, ni mention de leçons données, seulement le salut d’un vieux maître de 71 ans à une princesse qui défend honorablement les couleurs de la basse de viole. Jean-Marc Nattier l’a dépeinte, songeuse et fraîche, dans un portrait posthume dont plusieurs versions sont connues.
Une quarantaine de pièces de viole ou de flûte de Louis d’Hervelois porte des titres qui peuvent être reliés à sa famille (La Théodore, L’Angélique, La Marie-Anne de Caix...), à ses propriétés (La Montguichet, La Silva), à sa vie (L’Amiénoise, La Lalande...), à des amis musiciens (La Couprin, La Senailler) ou à ses élèves (La Jourdain, La Larye, La Lemercier’’...). Ces pièces révèlent à leur manière tout un entourage fait de réseaux amicaux et professionnels.

### Statut professionnel
Au regard de tous ces éléments, il apparaît que Louis d’Hervelois de Caix a eu la carrière d’un musicien totalement indépendant, vivant de leçons données à des bourgeois et des nobles et des revenus de ses éditions, mais aussi - mais surtout ? - des revenus de ses investissements immobiliers. Il n’a jamais eu de poste à la cour, à la différence de ses cousins François-Joseph de Caix et petit-cousin Barthélemy de Caix relèvant d’une branche de la famille dite des « Caix de Lyon ».

## Style
Avec ces dix opus, Louis d’Hervelois publie environ 460 pièces (quantité qui le place juste après Marin Marais). Ces pièces œuvres illustrent assez bien l’évolution du répertoire de la viole à cette époque, qui va des suites de pièces pour viole avec basse continue ou pour deux violes, jusqu’aux pièces pour pardessus de viole (qui peuvent aussi se jouer à la flûte traversière) et qui relèvent d’une esthétique plus légère et plus galante. La flûte traversière intervient d’abord ce répertoire pour proroger le bon accueil fait aux livres de viole ; elle est ensuite vue comme un instrument pouvant se substituer au pardessus. On observe que l'écriture des deux livres pour pardessus de viole (1751 et 1753) est volontairement simplifiée pour les rendre accessibles à des instruments mélodiques.
Dans ses deux premiers Livres, et bien qu’il emprunte encore à Marais son goût pour les vastes pièces de caractère héritées du siècle précédent (La Magnifique), Caix d’Hervelois s’émancipe déjà et oriente son inspiration vers ce qu’on s’accordera à appeler « la petite manière » (La Séjournant). La Régence de Philippe d’Orléans allait favoriser l’émergence d’un style nouveau, axé sur les plaisirs, la fugacité et la légèreté. La musique suit cette tendance en livrant des mouvements plus courts, plus descriptifs encore, proches du sentiment humain et s’inspirant, tels La Tourterelle ou Le Papillon, d’un formidable engouement pour le naturalisme.
À l’exemple de Charles Dollé, Jacques Morel, Roland Marais ou d’Antoine Forqueray même, on ressent dans ces années 1720-1730, une vigueur extraordinaire, qui se retrouve avec moins d’audace chez d’Hervelois de Caix mais avec autant d’intelligence. Ainsi, le Livre V (1748) dont est issue la suite en mi mineur (initialement à deux violes) s’avère être un habile mélange de douceur et de fougue à l’exemple de sa Courante aux motifs déroulants. Plus tard il imite les effets de vielle à roue très en vogue à la cour, alors que sa La Badine figure l’esprit de la conversation, sans omettre d'étonnants effets descriptifs dans une étonnante Guitare. Ces effets descriptifs justement, atteignent leur apogée dans La Russienne, pièce sans doute destinée à saluer la venue du czar Pierre le Grand à Paris en 1717, et initiée quelques années auparavant par la fameuse Marche du Czar (Livre II). Dans ce dernier livre est d’ailleurs comprise La Couprin, agréable moment empreint de douceur en guise d’hommage à François Couperin, sans nul doute.
Si Louis d’Hervelois est essentiellement connu comme violiste, il apparaît s’être intéressé à la flûte traversière ; ceci peut être mis en rapport avec le fait que le flûtiste et compositeur Joseph Bodin de Boismortier (1689-1755) a habité sa maison de la rue du Jour entre 1736 et 1739. Les deux hommes se connaissaient visiblement et furent probablement liés d’amitié ; on peut raisonnablement supposer que Boismortier a pu aider d'Hervelois de Caix à composer pour la flûte, et inversement que ce dernier a pu conseiller Boismortier sur la technique de la viole, pour laquelle il a publié quelques livres (Op. 10 en 1725, op. 31 en 1730, op. 61 et 63, 1736-1737, op. 75 en 1738, op. 92 en 1741).

## Œuvre

### Sources imprimées

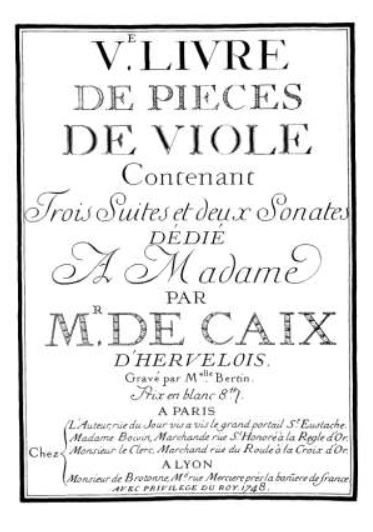
Le Ve livre de pièces de viole de 1748.

Louis d’Hervelois de Caix a fait éditer dix œuvres, dont sept pour les violes (basse de viole avec basse continue, deux violes ou pardessus de viole) et trois pour la flûte traversière avec basse continue. Leur chronologie s’établit à peu près ainsi :
- Premier livre de pièces de viole avec la basse continue. Paris : auteur et Foucault (1708-1711, puis tirages 1719-1720 et 1731). RISM C 38. Réédition à Amsterdam, chez Estienne Roger puis Michel Charles Le Cène, vers 1712. RISM CC 38a et 38b. Lire en ligne lire en ligne sur Gallica.
- Second livre de pièces de viole avec la basse continue... Paris : auteur et Foucault (1719-1720). RISM C 39. Réédition à Amsterdam chez, Michel Charles Le Cène [1721]. RISM C 40. Mentionne un privilège obtenu le 4 novembre 1719 pour « divers ouvrages de musique tant vocale qu’instrumentale et pour la basse de viole à deux ou à plusieurs parties, de sa composition », privilège renouvelé en 1731. Lire en ligne lire en ligne sur Gallica.
- Pièces pour la flûte-traversière, avec la basse continue... la plupart de ces pièces ont été recueillies dans les livres de violes de l’auteur. Paris : auteur et Boivin, 1726. RISM C 41.
- Deuxième recueil de pièces pour la flûte traversière avec la basse... Paris : auteur, Boivin et Le Clerc, 1731. RISM C 42. Dédicace à M. Orry de Fulvy.
- Troisième œuvre... contenant quatre suites de pièces pour la viole avec la basse chiffrée en partition. Paris : auteur, Boivin, Le Clerc, 1731. Dédicace à Jean-Baptiste Le Mercyer de La Sal. RISM C 43. Lire en ligne lire en ligne sur Gallica.
- Sixième œuvre contenant quatre suites pour la flûte traversière avec la basse qui conviennent aussi au pardessus de viole. Paris : auteur, Vve Boivin, Le Clerc, 1736. Dédicace au marquis de Saché. RISM C 44.
- IVe livre de pièces à deux violes contenant II suites et III sonates... Paris : auteur, Boivin, Le Clerc, 1740 (2 tirages). RISM C 45.  Lire en ligne lire en ligne sur Gallica.
- Ve livre de pièces de viole contenant trois suites et deux sonates... Paris : auteur, Mme Boivin, Le Clerc ; Lyon : De Bretonne, 1748. Dédicace à Madame [Henriette de France]. RISM C 46. Lire en ligne lire en ligne sur Gallica.
- VIe livre. Pièces pour un pardessus de viole à cinq et six cordes avec la basse contenant trois suites qui peuvent se jouer sur la flûte... IXe œuvre. Paris : auteur, Mme Boivin, Le Clerc, Mme Castagnéry ; Lyon : de Bretonne, 1751. RISM C 47.
- Ve [sic pour VIIe] livre. Pièces pour un pardessus de viole à cinq et six cordes avec la basse qui peuvent se jouer sur la flûte... Xe œuvre. Paris : auteur ; Lyon : de Bretonne, 1753. RISM C 48. Lire en ligne lire en ligne sur Gallica.

Quelques pièces de d’Hervelois de Caix sont reprises dans des recueils imprimés ou gravés :
- Une pièce (Le Rossignol) dans Les Parodies nouvelles et les vaudevilles inconnus, Livre second. Paris : Jean-Baptiste Christophe Ballard, 1731. RISM B-II p. 280.
- La Musette et La Gracieuse dans le Nouveau recueil de vaudevilles et autres airs choisis, ajustés en duo, pour les musettes et vielles [par E. P. Chédeville]... – Paris : Chédeville, [1737]. RISM B-II p. 264.
- Les mêmes dans le Dixième recueil de vaudevilles, et autres airs choisis, ajustés en duo, pour les musettes et vielles... [par E. P. Chédeville] – Paris : Chédeville, Mme Boivin, Le Clerc, [c. 1737-1740]. RISM B-II p. 337.
- La Marche du Czar dans Toussaint Bordet, Méthode raisonnée pour apprendre la musique... Livre premier. Paris : l’auteur, 1755.

### Sources manuscrites
En fait, les sources manuscrites ne font que reprendre des pièces imprimées, et essentiellement celles des deux premiers livres de pièces de viole. Des pièces sont visibles dans les sources suivantes :
- Une pièce dans Berlin SBPK : Mus. Ms. 30320 [Recueil de pièces pour viole de Jean-Baptiste Forqueray, Marin Marais et d’Hervelois de Caix, écrit vers 1850-1900].
- Une pièce dans Chaumont MLA : MS. 219. Violino primo [-secondo] des menuets, fanfares, airs grands & petits repandus dans differends endroits.
- Sept pièces dans Copenhague KB : CI, 10 ; mu 6403.2402, Livre de pardessus de viole de Mlle Rochette, Nantes, 1758.
- Une pièce dans Foix BM : MS. 45. [Manuscrit anonyme contenant des pièces de viole de Marin Marais, Roland Marais, Caix d’Hervelois et majoritairement d’anonymes].
- Trois pièces dans Karlsruhe BLB : Mus. Hs. 937. [Recueil de pièces pour flûte et basse de d’Hervelois de Caix, François Couperin et anonyme, vers 1730-1750]. Elles sont également reprises comme les trois derniers mouvements d’une sonate pour flûte et basse dans le manuscrit Mus. Hs. 1097 de la même bibliothèque (vers 1750-1770).
- Une pièce dans Le Mans MLA : MS. 381 Réserve. Recueil de petites pièces de musique pour la muzette, appartenant à l’abbaye de La Couture, 1786.
- Trois pièces Le Mans MLA : MS. 413 Réserve. Recueil de pièces pour la vielle de la marquise de Vibray, après 1746.
- Le début de la première suite du Premier livre dans Londres BL, Madrigal Society collection : F.78. [Copie de pièces vocales, profanes ou sacrées, anglaises ou continentales, des XVIe, XVIIe et XVIIIe siècles, vers 1750-1800].
- Six pièces dans Paris Ars : MS. 2547. Recueil de pièces pour la vielle. [milieu du XVIIIe siècle].
- Quatorze pièces dans Paris BNF (Mus.) : RES-F-1059. Suite de pièces de musique pour 2 hautbois (transcriptions de pièces de François Couperin, Louis d’Hervelois de Caix, Marin Marais, François Duval, Marchand et anonymes).
- Douze pièces dans Paris BNF (Mus.) : RES F-1122 (BIS 4). Sonata Valentini (recueil manuscrit de 8 sonates pour 2 dessus de Giuseppe Valentini et de 12 pièces de viole de Louis d'Hervelois de Caix), c. 1730-1740.
- Au moins deux pièces dans Paris BNF (Mus.) : RES-1177. Airs choisis pour la viele avec les principes generaux.
- Trois pièces dans Paris BNF (Mus.) : RES VMC-MS-85 (Recueil manuscrit d’arrangements pour pardessus et basse de viole de Marin Marais, François Couperin, Louis d’Hervelois de Caix, Antoine Forqueray, Jean-Marie Leclair, avec des pièces vocales]. Prov. Leblanc.
- Sept pièces dans Paris BNF (Mus.) : VM7-6296. Recueil de pièces de viole avec la basse tiré des meilleurs auteurs Marais le père, Roland Marais, Forcroy [Forqueray], de Caix et autres.